# RFL Championship
La RFL Championship es una competición oficial de segunda división de rugby league de Inglaterra organizada por la Rugby Football League.
La primera temporada fue el año 2003 coronándose los Salford Red Devils como los primeros campeones de la competencia.
Durante su historia han participado clubes de Inglaterra, Canadá y Francia.

## Historial
En 2003, diez equipos fundaron la competencia, siendo el equipo de Salford el ganador del torneo.
Desde 2015 al 2018, los clubes debían disputar un torneo de postemporada llamado Súper 8, en donde los cuatro mejores clasificados se enfrentaban a los cuatro últimos equipos de la primera división para obtener un cupo en la Super League. 
En 2018 el primer equipo extranjero se coronó campeón del torneo, en aquella ocasión los Toronto Wolfpack canadienses conseguirían el título, el mismo lo repetirían un año después.
| Equipo               | Campeón | Temporadas campeonatos       |
| -------------------- | ------- | ---------------------------- |
| Leigh Centurions     | 5       | 2004, 2014, 2015, 2016, 2022 |
| Salford Red Devils   | 2       | 2003, 2008                   |
| Castleford Tigers    | 2       | 2005, 2007                   |
| Sheffield Eagles     | 2       | 2012, 2013                   |
| Hull Kingston Rovers | 2       | 2006, 2017                   |
| Toronto Wolfpack     | 2       | 2018, 2019                   |
| Barrow Raiders       | 1       | 2009                         |
| Halifax RLFC         | 1       | 2010                         |
| Featherstone Rovers  | 1       | 2011                         |
| Toulouse Olympique   | 1       | 2021                         |
| London Broncos       | 1       | 2023                         |
| Wakefield Trinity    | 1       | 2024                         |

## RFL 1895 Cup
- Es la Copa nacional para los equipos participantes del Championship, fundado en la temporada 2019.

| Temporada | Campeón             | Subcampeón          |
| --------- | ------------------- | ------------------- |
| 2019      | Sheffield Eagles    | Widnes Vikings      |
| 2021      | Featherstone Rovers | York City Knights   |
| 2022      | Leigh Centurions    | Featherstone Rovers |
| 2023      | Halifax Panthers    | Batley Bulldogs     |
| 2024      | Wakefield Trinity   | Sheffield Eagles    |